# Człowiek z Zachodu (film 1958)
Człowiek z Zachodu (ang. Man of the West) – amerykański western z 1958 w reżyserii Anthony’ego Manna, nakręcony na podstawie opowiadania The Border Jumpers (autor: Will C. Brown). Jeden z ostatnich filmów w karierze gwiazdora filmowego Gary’ego Coopera.

## Obsada
- Gary Cooper – Link Jones
- Arthur O’Connell – Sam Beasley
- Julie London – Billie Ellis
- Lee J. Cobb – Dock Tobin
- Jack Lord – Coaley
- Royal Dano – Trout
- John Dehner – Claude
- Robert J. Wilke – Ponch
- Jack Williams – Alcutt
- Emory Parnell – Henry
- Frank Ferguson – szeryf z Crosscut

## Fabuła
Link Jones przybywa z Good Hope do Crosscut, gdzie znajduje się stacja kolejowa. Zamierza dojechać pociągiem do Fort Worth. Na stacji zaczepia go miejscowy szeryf twierdząc, że twarz Linka jest mu znajoma. W drodze Link poznaje gadułę Sama Beasleya. Okazuje się, że Link jedzie do miasta, by zatrudnić nauczycielkę do swego miasteczka, a na jej wynagrodzenie (które wiezie ze sobą) złożyli się mieszkańcy. Pociąg zatrzymuje się po drodze, żeby załadować drewno do parowozu. W trakcie załadunku czteroosobowa banda napada na skład, z zamiarem obrabowania go. Jeden z napastników zostaje poważnie postrzelony. Obsługa uruchamia lokomotywę i ucieka pociągiem, bandytom udaje się jednak zrabować bagaż Linka z pieniędzmi. Przy torach, na całkowitym odludziu zostają Link Jones, Sam Beasley i panna Billie Ellis. Rozpoczynają wędrówkę i trafiają do opuszczonego gospodarstwa. Czeka tam ich przykra niespodzianka; sprawcy napadu na pociąg również tam się zatrzymali. Jednym z nich jest stary znajomy Linka – szef bandy Dock Tobin. Link okazuje się być nawróconym bandytą. Szef rozkazuje bandytom dobicie rannego członka bandy. W zastanej sytuacji Link twierdzi, że umyślnie dotarł do bandy. Billie Ellis i Sam Beasley stają się więźniami bandytów. Link dowiaduje się, że banda szykuje się do napadu na bank, w którym gromadzone jest złoto z wszystkich okolicznych kopalń. Tymczasem szeryf z Crosscut przeglądając stare listy gończe rozpoznaje Linka i wysuwa wniosek, że był on jednym ze sprawców napadu na pociąg. W czasie bójki Linka z Coaleyem zostaje śmiertelnie postrzelony Sam Beasley. Bandyci ustalają, że ktoś będzie musiał wejść do banku, by ustalić ile osób będzie wewnątrz. Tego zadania podejmuje się Link z jednym bandytą pilnującym go. Wewnątrz okazuje się, że po zamknięciu kopalni osada opustoszała i bank zamknięto. Bandyci chcą zlikwidować Linka i wywiązuje się strzelanina, w której Link zabija przestępców, oprócz szefa, którego zabija chwilę później w pojedynku rewolwerowym. Na koniec razem z zakochaną w nim panną Billie odjeżdżają wolni.